# Kita
Pour les articles homonymes, voir Kita (homonymie).
Kita est une ville et une commune urbaine malienne, chef-lieu du cercle de Kita et de la région de Kita, située sur la ligne de chemin de fer du Dakar-Niger. La ville compte 41 641 habitants en 2006 puis 119 000 habitants en 2024[réf. nécessaire].  

## Géographie
La localité de Kita est située sur la route nationale RN 24 (axe Bamako-Kéniéba) à 190 km à l'ouest de la capitale Bamako. Le relief du Mont Kita (604 m) domine la ville au nord ouest.
| Kita-Ouest | Kita-Nord      | Kita-Nord   |
| Kita-Ouest | Kita           | Bendougouba |
|            | Benkadi Founia |             |

La nouvelle région de Kita compte six cercles : 

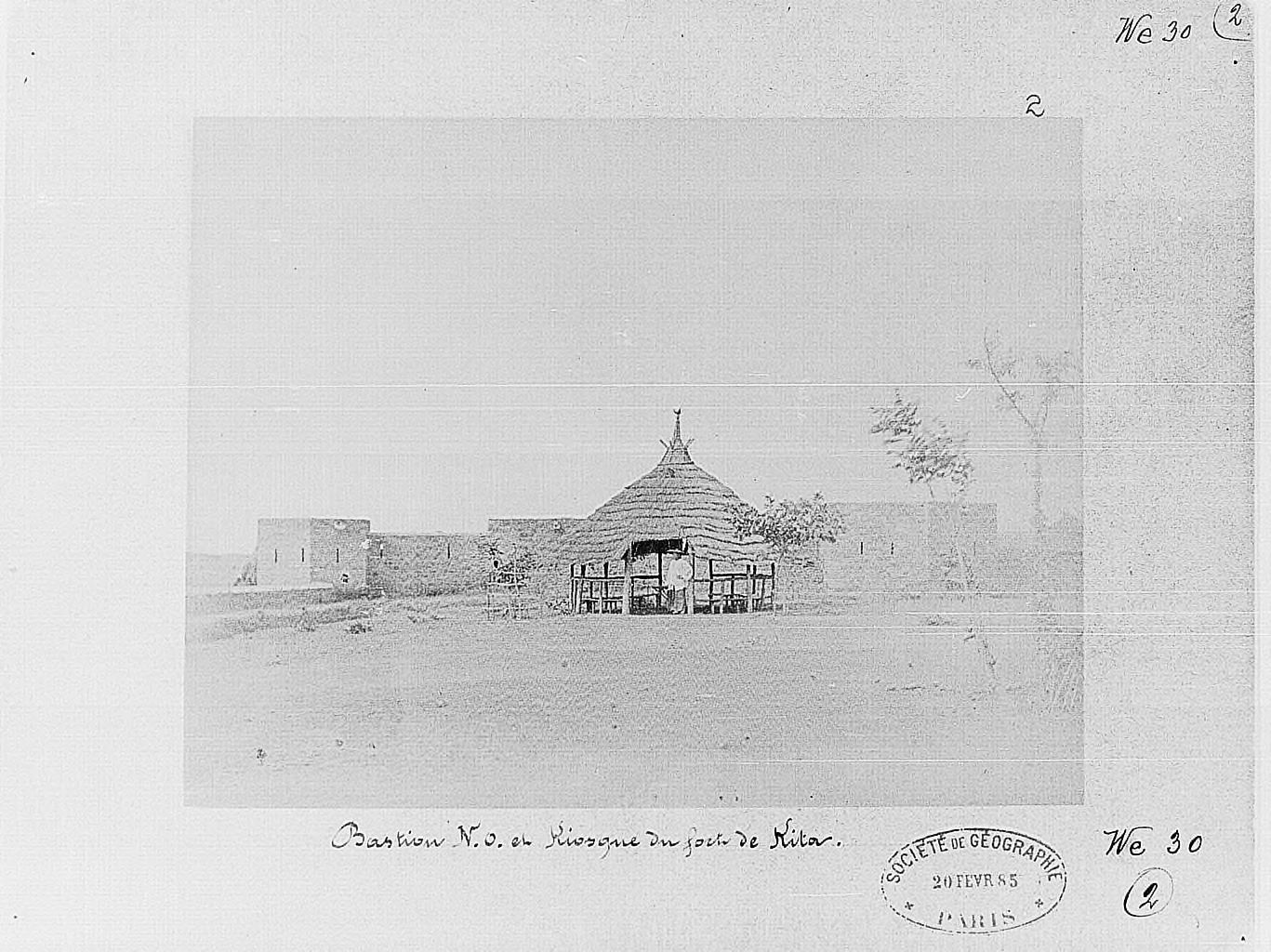
Bastion N.O. et kiosque du fort de Kita

1. Cercle de Kita ;
2. Cercle de Sagabari ;
3. Cercle de Sébékoro ;
4. Cercle de Toukoto ;
5. Cercle de Séféto ;
6. Cercle de Sirakoro.

Chef-lieu 12e - Région de Kita.

## Histoire
Alors que le Soudan français est une colonie française, Kita devient, par la loi française du 18 novembre 1955, une commune de moyen exercice, dirigée par un maire, fonctionnaire nommé par le chef de territoire, assisté d’un conseil municipal élu par un collège unique.
La loi du 2 mars 1966 donne un statut commun à toutes les communes créées avant l’indépendance du Mali en 1960. Un conseil municipal élu désigne en son sein le maire et un ou plusieurs adjoints.

## Politique
| Année | Maire élu                   | Parti politique |
| ----- | --------------------------- | --------------- |
| 2004  | Boly Keïta                  | RPM             |
| 2009  | Ibrahima Dabo dit Sory Dabo | URD             |

## Éducation
La ville de Kita compte une académie d'enseignement qui est soutenue par quatre centres d'animations pédagogiques CAP (le CAP de Kita, CAP de Sébékoro, CAP de Toukoto et le CAP de Sagabari). La ville compte quatre lycées en 2010 dont un public et trois privés. Les écoles privées, communautaires et publiques se partagent le domaine de l'enseignement fondamental. Il faut noter la présence d'une école catholique privée qui figure parmi les plus vieilles écoles du pays.

## Religion
Comme dans l'ensemble du Mali, la principale religion est l'Islam, avec néanmoins une présence animiste et des minorités chrétiennes.

### Religion traditionnelle
Déjà bien avant l'arrivée des religions étrangères, islam puis du christianisme, Kita était considérée comme un lieu saint de pèlerinage par la religion mandingue. La tradition rapporte, par exemple, qu'avant de devenir mansa, Soundiata Keïta y vint afin d'apporter une caution divine à son futur règne.

### Catholicisme
Kita, où un pèlerinage annuel a lieu depuis 1966, est la place forte du catholicisme au Mali. La paroisse Notre Dame du Rosaire de Kita fondée le 20 novembre 1888 relève du diocèse de Kayes. La statue Notre-Dame du Mali, modelée en terre cuite par le frère Isaac, un des fondateurs de l’église du Mali, a été érigée au centre de la cour de la paroisse de Kita puis transférée au-dessus de l’autel de l’église, puis au sein d’un nouveau sanctuaire pouvant accueillir 3 000 personnes.
Le pèlerinage de Kita attire chaque année plusieurs milliers de personnes, certaines étant par ailleurs de confession musulmane,.

## Économie
Route trans-sahélienne Dakar (Sénégal) — N'Djamena (Tchad)  passe par Kita.
Une usine d'égrenage du coton de la CMDT est établie à Kita, la ville est le siège de la filiale Ouest de la CMDT.

### Centrale photovoltaïque de Kita

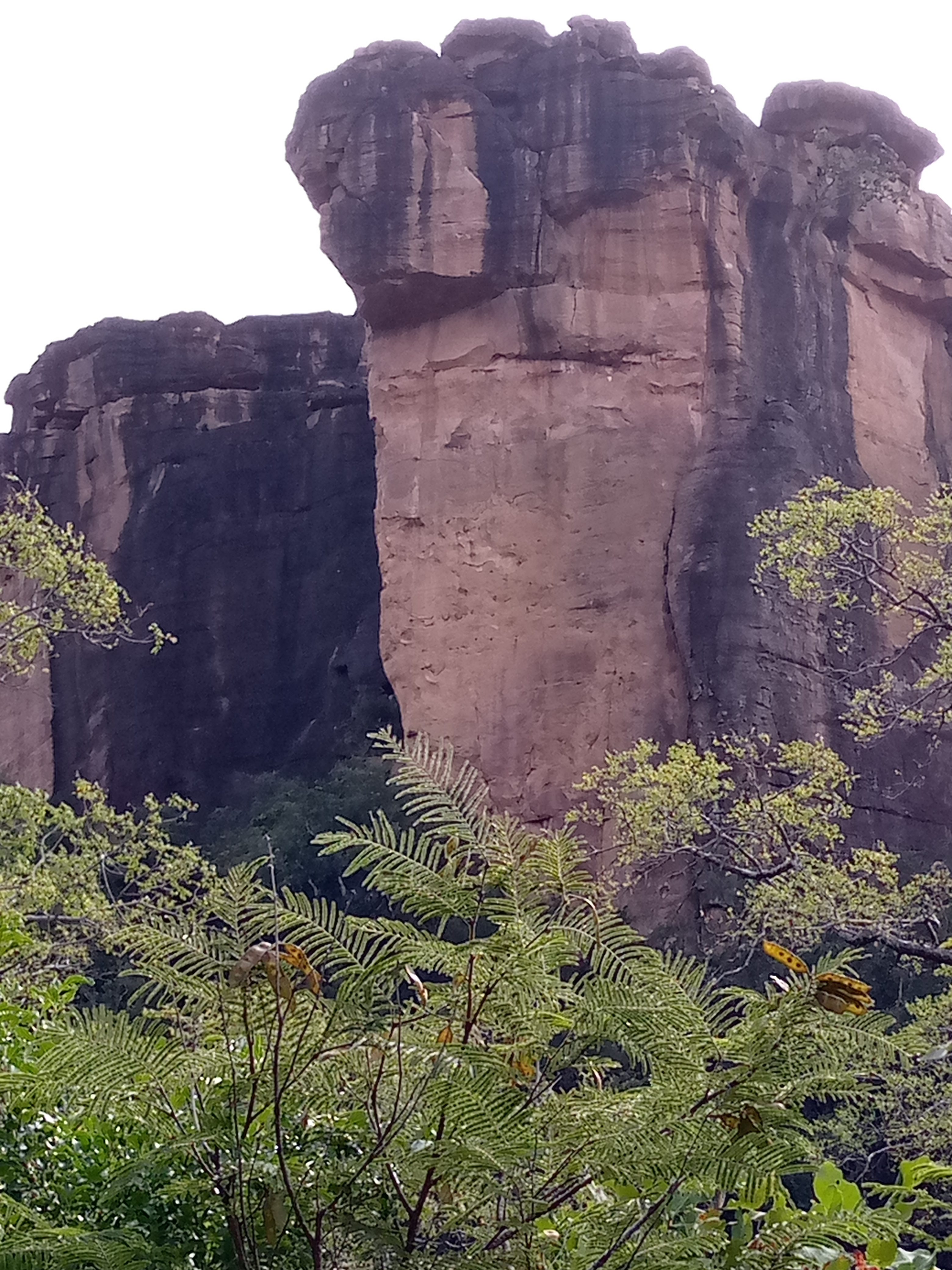
Mont Kita

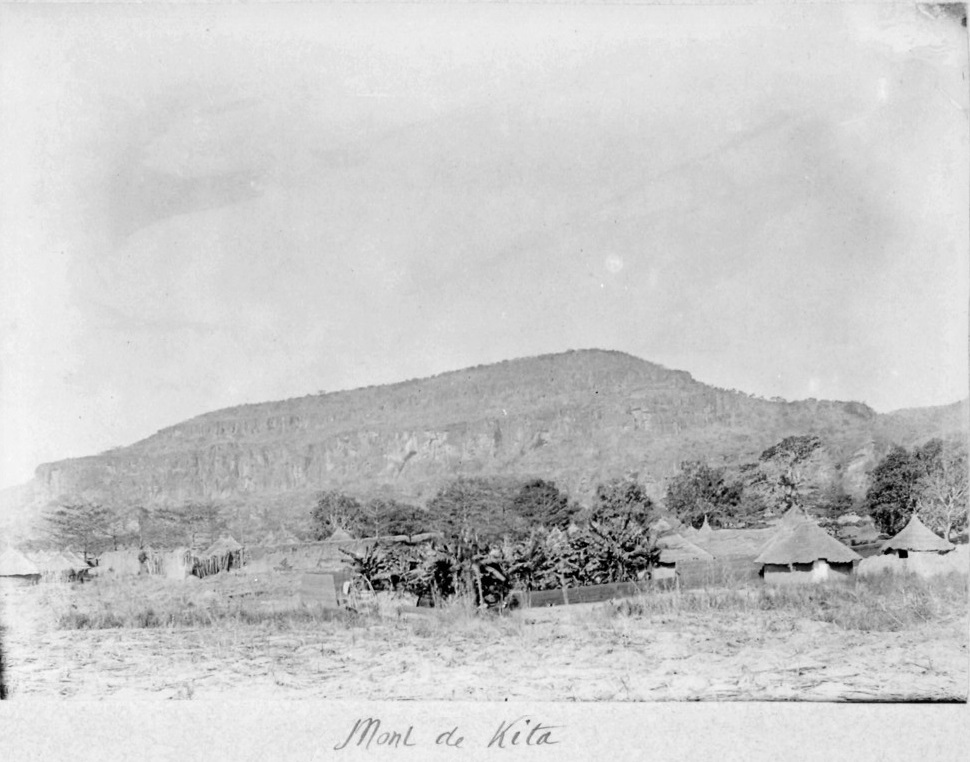
Mont Kita en 1890

En 2015, le projet d'une centrale photovoltaïque est lancé, par un partenariat entre l'entreprise française Akuo Energy et l'État malien. D'un coût estimé à 85 M€ et d'une puissance de 50 MWc, elle sera exploitée pendant 30 ans par Akuo, avant d'être rétrocédée à l'État. Les travaux, qui emploient 450 personnes, devaient conduire à une mise en service en février 2020. Le parc solaire s'étend sur 100 ha, et comprend 187 000 panneaux solaires, capables d'alimenter 91 700 foyers,. La centrale photovoltaïque de Kita est ainsi considérée comme la plus grande d'Afrique de l'Ouest au moment de sa construction. Elle est principalement financée par la Banque ouest-africaine de développement, Emerging Africa Infrastructure Fund, la Société néerlandaise de financement du développement, la Banque nationale de développement agricole du Mali (en), Green Africa power et GuarantCo. Elle se situe à la limite ouest de la ville.
En janvier 2020, un mois avant l'inauguration prévue, Trafigura annonce acquérir 49,9 % de la centrale photovoltaïque.

### Agriculture
La ville et les villages environnants dépendent beaucoup de l'activité agricole traditionnelle ainsi que de la culture du coton.

## Jumelage

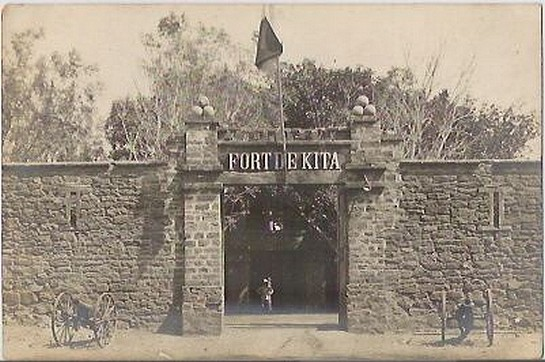
Fort de kita

Kita est jumelée avec la ville de Marly-le-Roi ( France) depuis 1984.

## Personnalités liées à la ville
- Massa Makan Diabaté, écrivain, ancien ministre de la culture du Mali et sociologue, né en 1938 à Kita, décédé en 1988 à Bamako
- Django Cissé, photographe, né en 1945 à Kita.
- Kandia Kouyaté, griotte, né en 1959 à Kita.
- Moussa Konaté, écrivain, né en 1951 à Kita .
- Sékou Koïta, footballeur du Red Bull Salzbourg, né en 1999 à Kita.
- Soumba Toumany, né vers 1571 à Kita, fondateur du royaume de Dubréka en Guinée.